# Macruronus novaezelandiae
Macruronus novaezelandiae — вид тріскоподібних риб родини Хекові (Merlucciidae).

## Поширення
Риба поширена на південному заході  Тихого океану біля берегів Нової Зеландії та  Південної Австралії.

## Опис
Максимальна довжина тіла досягає 127 см, а вага тіла — 7 кг. Тривалість його життя фахівці оцінюють у межах 25 років. Однак в уловах переважають 4-8-однорічні особини розміром 60-80 см з вагою тіла до 1-1,5 кг. Він відноситься до швидкозростаючих видів риб, які за перший рік життя виростають до 20-23 см, досягаючи до 4-5 років довжини 50-60 см.

## Спосіб життя
Це морський, бентопелагічний або океанодромний вид. Зустрічається у субтропічних водах до 1000 м. У цього виду добре виражені добові вертикальні міграції, що досягаютт декількох сотень метрів. З настанням сутінків він піднімається в товщу води, а на світанку знову опускається в придонні шари.

### Розмноження
Розмножується цей вид зазвичай в червні-листопаді, що відповідає зимово-весняному періоду в Південній півкулі. Його нерест протікає в товщі води, де на глибині 150–250 м самки трьома порціями викидають від 0,5 до 3 млн ікринок. Мальок розвиваються тут же.

### Живлення
Живиться, головним чином, пелагічними рачками евфаузіїдами, кальмарами і різними дрібними рибами, серед яких домінують міктофові.
У свою чергу, сам він є важливим компонентом у раціоні таких хижаків як акули і скати.

## Економічне значення
До початку 70-х років минулого століття запаси новозеландського макруронуса експлуатувалися вкрай слабо. Він попадався, в основному, як прилов при траловому промислі інших більш цінних з комерційної точки зору риб. За наявними даними, його щорічний вилов в цей період не перевищував 300 тонн.
Однак в 1971 р російськими, японськими і китайськими рибалками в прибережних водах Нової Зеландії був початий великомасштабний промисел макруронуса.
В 90-х роках і Нова Зеландія почала комерційний вилов цієї риби. Зокрема у 2001 році було виловлено 250 млн т. Проте з 2007 р стала простежуватися тенденція до скорочення запасів новозеландського макруронуса. Різні природоохоронні організації (насамперед, Всесвітній фонд дикої природи) забили тривогу, наполягаючи на обмеженні величини його вилову. Хоча Нова Зеландія не визнає, що рибальство виснажило запаси даного промислового об'єкта, влада країни поступово істотно скоротила обсяги видобутку макруронуса, які в останні три роки не перевищують 90-100 тис. т.